# Місцезнаходження юридичної особи
Місцезнаходження юридичної особи — адреса органу або особи, які відповідно до установчих документів юридичної особи чи закону виступають від її імені.
Закон України «Про державну реєстрацію юридичних осіб та фізичних осіб — підприємців» (у редакції, чинній до внесення змін Законом України від 03.03.2005 року № 2452-IV) визначає місцезнаходження юридичної особи як місцезнаходження постійно діючого виконавчого органу юридичної особи, а в разі його відсутності — місцезнаходження іншого органу чи особи, уповноваженої діяти від імені юридичної особи без довіреності, за певною адресою, яка вказана засновниками (учасниками) в установчих документах і за якою здійснюється зв'язок з юридичною особою.